# MTV Europe Music Awards 2015
MTV Europe Music Awards 2015 – 22. gala wręczenia nagród MTV Europe Music Awards. Odbędzie się ona 25 października 2015 w arenie Mediolanum Forum w Assago nieopodal Mediolanu we Włoszech. Po raz trzeci impreza odbędzie się we Włoszech i po raz drugi miastem gospodarzem MTV EMA jest Mediolan. Nagrody były przyznawane w tym samym miejscu w 1998. 30 września 2015 r. ogłoszono, że galę poprowadzą Ed Sheeran i Ruby Rose.
Równolegle do MTV EMA 2015 organizowane jest Expo 2015 w Mediolanie.

## Proces głosowania
| kategoria            | Metoda głosowania                        | Rozpoczęcie         | Zakończenie         |
| -------------------- | ---------------------------------------- | ------------------- | ------------------- |
| Najwięksi Fani       | Hasztag na Twitterze                     | 15 wrz. (00:00 CET) | 24 paź. (23:59 CET) |
| Nominacje regionalne | Strona internetowa mtvema.com, aplikacja | 8 wrz. (00:00 CET)  | 24 paź. (23:59 CET) |
| Najlepszy teledysk   | Głosuje redakcja MTV                     | N/A                 | N/A                 |
| Globalna ikona       | Głosuje redakcja MTV                     | N/A                 | N/A                 |
| Top OMG EMA Moment   | Strona internetowa mtvema.com/omg-mtvema | 14 wrz. (15:00 CET) | 25 paź. (23:59 CET) |
| Pozostałe            | Strona internetowa mtvema.com, aplikacja | 15 wrz. (00:00 CET) | 24 paź. (23:59 CET) |

## Występy
| Wykonawca                                 | Utwór                                                                       |
| Występ otwierający                        | Występ otwierający                                                          |
| ----------------------------------------- | --------------------------------------------------------------------------- |
| Fifth Harmony                             | „Worth It”                                                                  |
| Występy podczas ceremonii rozdania nagród |                                                                             |
| Macklemore & Ryan Lewis                   | „Downtown”                                                                  |
| Jason Derulo                              | „Want to Want Me”                                                           |
| Ellie Goulding                            | „Love Me Like You Do”                                                       |
| Twenty One Pilots                         | „Tear in My Heart”                                                          |
| Rudimental Ed Sheeran                     | „Lay It All on Me”                                                          |
| Justin Bieber                             | „What Do You Mean?”                                                         |
| Jess Glynne                               | „Hold My Hand” „Don't Be So Hard on Yourself”                               |
| James Bay                                 | „Hold Back the River”                                                       |
| Tori Kelly Andrea Bocelli                 | „Should've Been Us” „Ready or Not” „Con te partirò” „Just Give Me a Reason” |
| Pharrell Williams                         | „Freedom”                                                                   |

## Nominacje

### Najlepsza piosenka
- Ellie Goulding – „Love Me Like You Do”
- Major Lazer i DJ Snake (wraz z MØ) – „Lean On”
- Mark Ronson (wraz z Bruno Marsem) – „Uptown Funk”
- Taylor Swift (wraz z Kendrickiem Lamarem) – „Bad Blood”
- Wiz Khalifa (wraz z Charlie Puthem) – „See You Again”

### Najlepszy teledysk
- Kendrick Lamar – „Alright”
- Macklemore i Ryan Lewis – „Downtown”
- Sia – „Elastic Heart”
- Pharrell Williams – „Freedom”
- Taylor Swift (wraz z Kendrickiem Lamarem) – „Bad Blood”

### Wokalistka roku
- Ellie Goulding
- Miley Cyrus
- Nicki Minaj
- Rihanna
- Taylor Swift

### Wokalista roku
- Pharrell Williams
- Kanye West
- Justin Bieber
- Jason Derulo
- Ed Sheeran

### Debiut roku
- Tori Kelly
- Shawn Mendes
- Jess Glynne
- James Bay
- Echosmith

### Najlepszy wykonawca muzyki pop
- 5 Seconds of Summer
- Ariana Grande
- Justin Bieber
- One Direction
- Taylor Swift

### Najlepszy wykonawca muzyki elektronicznej
- Avicii
- Calvin Harris
- Martin Garrix
- David Guetta
- Major Lazer

### Najlepszy wykonawca rockowy
- AC/DC
- Coldplay
- Foo Fighters
- Muse
- Royal Blood

### Najlepszy wykonawca alternatywny
- Fall Out Boy
- Florence and the Machine
- Lana Del Rey
- Lorde
- Twenty One Pilots

### Najlepszy wykonawca muzyki hip-hop
- Kanye West
- Kendrick Lamar
- Nicki Minaj
- Wiz Khalifa
- Drake

### Najlepszy występ na żywo
- Ed Sheeran
- Taylor Swift
- Katy Perry
- Foo Fighters
- Lady Gaga i Tony Bennett

### Najlepszy wykonawca w serii MTV World Stage
- Afrojack
- Alicia Keys
- B.o.B
- Biffy Clyro
- Charli XCX
- Dizzee Rascal
- Ed Sheeran
- Iggy Azalea
- Jason Derulo
- Jessie Ware
- Kaiser Chiefs
- Rita Ora
- Slash
- Tomorrowland
- YG
- Beyoncé
- Rihanna

### Najlepszy wykonawca w serii MTV Push
- James Bay
- Jess Glynne
- Echosmith
- Kwabs
- Natalie La Rose
- Royal Blood
- Shawn Mendes
- Shamir
- Tori Kelly
- Years & Years
- Zara Larsson

### Najwięksi Fani
- 5 Seconds of Summer
- Justin Bieber
- Katy Perry
- One Direction
- Taylor Swift

### Najlepszy Image
- Justin Bieber
- Nicki Minaj
- Rita Ora
- Taylor Swift
- Macklemore & Ryan Lewis

### Najlepsza współpraca
- David Guetta (wraz z Nicki Minaj, Bebe Rexha and Afrojackiem) – „Hey Mama”
- Skrillex and Diplo (wraz z Justinem Bieberem) – „Where Are Ü Now”
- Mark Ronson (wraz z Bruno Mars) – „Uptown Funk”
- Taylor Swift (wraz z Kendrickiem Lamarem) – „Bad Blood”
- Wiz Khalifa (wraz z Charlie Puthem) – „See You Again”

### Video Visionary Award
- Duran Duran

## Nominacje regionalne

### Europa Północna
Najlepszy nowy brytyjski i irlandzki wykonawca
- Jess Glynne
- Little Mix
- One Direction
- Ed Sheeran
- Years & Years

Najlepszy duński wykonawca
- Ankerstjerne
- Christopher
- Djämes Braun
- Lukas Graham
- TopGunn

Najlepszy fiński wykonawca
- Antti Tuisku
- JVG
- Kasmir
- Mikael Gabriel
- Robin

Najlepszy norweski wykonawca
- Astrid S
- Donkeyboy
- Kygo
- Madcon
- Sandra Lyng

Najlepszy szwedzki wykonawca
- Alesso
- Avicii
- The Fooo Conspiracy
- Tove Lo
- Zara Larsson

### Europa Centralna
Najlepszy niemiecki wykonawca
- Andreas Bourani
- Cro
- Lena
- Revolverheld
- Robin Schulz

Najlepszy holenderski wykonawca
- Dotan
- Kensington
- Martin Garrix
- Natalie La Rose
- Oliver Heldens

Najlepszy belgijski wykonawca
- Dimitri Vegas & Like Mike
- Lost Frequencies
- Netsky
- Oscar & The Wolf
- Selah Sue

Najlepszy szwajcarski wykonawca
- DJ Antoine
- Lo & Leduc
- Stefanie Heinzmann
- Can „Stress„ Canatan
- 77 Bombay Street

### Europa Południowa
Najlepszy francuski wykonawca
- The Dø
- The Avener
- Black M
- Christine and the Queens
- Fréro Delavega

Najlepszy włoski wykonawca
- Fedez
- The Kolors
- Marco Mengoni
- J-Ax
- Tiziano Ferro

Najlepszy hiszpański wykonawca
- Alejandro Sanz
- Leiva
- Neuman
- Sweet California
- Reyden

Najlepszy portugalski wykonawca
- Agir
- Carlão
- Carolina Deslandes
- D.A.M.A
- Richie Campbell

Najlepszy grecki wykonawca
- Stavento
- Rec
- Despina Vandi
- Giorgios Mazonakis
- Giorgos Sampanis

### Europa Wschodnia
Najlepszy polski wykonawca
- Margaret
- Natalia Nykiel
- Sarsa
- Tabb & Sound’n’Grace
- Tede

Najlepszy rosyjski wykonawca
- IOWA
- Quest Pistols
- Serebro
- Ivan Dorn
- MBand

Najlepszy rumuński wykonawca
- Dan Bittman
- Feli
- Inna
- Randi
- Smiley

Najlepszy adriatycki wykonawca
- 2Cellos
- Daniel Kajmakoski
- Hladno pivo
- Marčelo
- Sassja

Najlepszy izraelski wykonawca
- Café Shahor Hazak
- Eden Ben Zaken
- Eliad
- E-Z
- Guy & Yahel

### Afryka i Indie
Najlepszy afrykański wykonawca
- Yemi Alade
- AKA
- Diamond Platnumz
- Davido
- DJ Arafat

Najlepszy indyjski wykonawca
- Indus Creed
- Monica Dogra
- Priyanka Chopra
- The Ska Vengers
- Your Chin

### Japonia i Korea
Najlepszy japoński wykonawca
- Babymetal
- Dempagumi.inc
- Sandaime J Soul Brothers
- One Ok Rock
- Sekai no Owari

Najlepszy koreański wykonawca
- B1A4
- BTS
- Got7
- GFriend
- VIXX

### Azja Południowo-Wschodnia, Chiny, Hongkong i Tajwan
Najlepszy wykonawca z południowo-wschodniej Azji
- Faizal Tahir
- James Reid
- Nadine Lustre
- Noah
- Slot Machine
- Sơn Tùng M-TP
- The Sam Willows

Najlepszy chiński i hongkoński wykonawca
- Han Geng
- Jane Zhang
- Leo Ku
- Tan Weiwei
- Uniq

Najlepszy tajwański wykonawca
- Jay Chou
- JJ Lin
- Jolin Tsai
- Kenji Wu
- Leehom Wang

### Australia i Nowa Zelandia
Najlepszy australijski wykonawca
- Guy Sebastian
- Peking Duk
- Sia
- Vance Joy
- 5 Seconds of Summer

Najlepszy nowozelandzki wykonawca
- Avalanche City
- Gin Wigmore
- Savage
- Six60
- Broods

### Ameryka Łacińska
Najlepszy brazylijski wykonawca
- Anitta
- Emicida
- Ludmilla
- MC Guime
- Projota

Najlepszy północnołacińskoamerykański wykonawca
- Enjambre
- Ha*Ash
- Mario Bautista
- Kinky
- Natalia Lafourcade

Najlepszy środkowołacińskoamerykański wykonawca
- ChocQuibTown
- J Balvin
- Javiera Mena
- Pasabordo
- Piso 21

Najlepszy południowołacińskoamerykański wykonawca
- Axel
- Indios
- Maxi Trusso
- No Te Va Gustar
- Tan Biónica

### Ameryka Północna
najlepszy amerykański wykonawca
- Beyoncé
- Kendrick Lamar
- Nick Jonas
- Nicki Minaj
- Taylor Swift

Najlepszy kanadyjski wykonawca
- Carly Rae Jepsen
- Drake
- Justin Bieber
- Shawn Mendes
- The Weeknd

## Worldwide act
Najlepszy europejski wykonawca
- Agir
- Astrid S
- Black M
- Daniel Kajmakoski
- Dimitri Vegas & Like Mike
- Eliad
- Giorgios Mazonakis
- Inna
- JVG
- Kensington
- Lena Meyer-Landrut
- Little Mix
- Lukas Graham
- Marco Mengoni
- Margaret
- MBAND
- Stefanie Heinzmann
- Sweet California
- The Fooo Conspiracy

Najlepszy azjatycki wykonawca
- Dempagumi.inc
- BTS
- Sơn Tùng M-TP
- Jane Zhang
- Jay Chou

Najlepszy latynoamerykański wykonawca
- Anitta
- Axel
- J Balvin
- Mario Bautista

Najlepszy północnoamerykański wykonawca
- Justin Bieber
- Taylor Swift